# Gregor Sikošek
Gregor Sikošek, est un footballeur international slovène, né le 13 février 1994. Il évolue au poste d'arrière gauche au NK Maribor.

## Biographie
Il joue son premier match en équipe de Slovénie le 14 novembre 2016, en amical contre la Pologne (score : 1-1).